# Макмафия
«Макмафия» (англ. McMafia) — британский телевизионный сериал совместного производства телекомпаний BBC и AMC.
В основе сюжета лежит книга британского журналиста Миши Гленни «МакМафия: Серьёзно организованная преступность», изданная в 2008 году. Премьера сериала состоялась 1 января 2018 года. Сериал был продлён на второй сезон.

## Сюжет
Выросший в Великобритании сын бывшего босса русской мафии, эмигрировавшего из России, Алекс Годман всеми силами старается дистанцироваться от прошлого своих родителей. Однако оно вновь его настигает, и Алекс вынужден столкнуться не только с российскими бандитами, но и с мексиканскими и пакистанскими наркоторговцами, балканскими контрабандистами.

## Актёрский состав

### Основной состав
- Джеймс Нортон — Алекс Годман
- Дэвид Стрэтэйрн — Семён Клейман, израильский бизнесмен
- Джульет Райлэнс — Ребекка Харпер, невеста Алекса
- Мераб Нинидзе — Вадим Калягин, могущественный член Русской мафии
- Алексей Серебряков — Дмитрий Годман, отец Алекса
- Мария Шукшина — Оксана Годман, мать Алекса
- Фэй Марсей — Катя Годман, сестра Алекса
- Давид Денсик — Борис Годман, дядя Алекса
- Ошри Коэн[англ.] — Иосиф, израильский телохранитель
- Софья Лебедева — Людмила Николаева, косметолог
- Кайо Блат — Антонио Мендес
- Кирилл Пирогов — Илья Фёдоров
- Навазуддин Сиддикуи — Дилли Махмуд, индийский бизнес-партнёр
- Карел Роден — Карел Бенеш

### Второстепенный состав
- Юваль Шарф — Таня
- Анна Леванова — Наташа Калягина
- Клиффорд Сэмюэл — Феми
- Мария Машкова — Маша Попова
- Кеми-Бо Джейкобс — Карин
- Атул Кейл — Бенни Чопра
- Евгений Голан — Марат
- Ив Пармитер — Дженнифер
- Тим Ахерн — Сидни Блум
- Элли Пирси — Сандрин
- Ерден Телемисов — Тимур
- Елена Лядова — Ирина, сотрудница ФСБ
- Данила Козловский — Григорий Мишин
- Александр Дьяченко — Олег
- Лидия Федосеева-Шукшина — мать Вадима Калягина

## Производство
ВВС объявила о начале работы над сериалом в октябре 2015 года. В апреле 2016 года было объявлено, что главную роль сыграет актёр Джеймс Нортон, а режиссёром выступит один из авторов сценария Джеймс Уоткинс. Об определении на роли родителей героя Нортона российских актёров Алексея Серебрякова и Марии Шукшиной, а также Дэвида Стрэйтэрна на роль израильского бизнесмена Клеймана было объявлено в ноябре 2016 года.
Съёмки сериала проходили в Лондоне, Хорватии, Катаре, Мумбаи, Каире, Белграде, Белизе, Стамбуле, Тель-Авиве, Москве. Бюджет каждой серии составил несколько миллионов фунтов.

## Эпизоды
| № | Название   | Режиссёр       | Сценарист                      | Дата премьеры        | Зрители в Великобритании (млн) |
| --- | ---------- | -------------- | ------------------------------ | -------------------- | ------------------------------ |
| 1 | «Эпизод 1» | Джеймс Уоткинс | Джеймс Уоткинс и Хуссейн Амини | 1 января 2018 года   | 9,82                           |
| Алекс Годман, сын русских эмигрантов, получил образование в частной школе в Британии и с нуля создал инвестиционный фонд. Однако в прессе появляется информация, что через его фонд проходят деньги русской мафии, крёстным отцом которой когда-то был его отец. Ущерб репутации нанесен, и Алекс с помощью своей подруги Ребекки ищет новых спонсоров. Решение подсказывает дядя Борис, но банкир не хочет иметь дело с сомнительными деньгами израильского бизнесмена Семёна Клеймана. Трагедия в семье заставляет его изменить взгляд на многие вещи. |            |                |                                |                      |                                |
| 2 | «Эпизод 2» | Джеймс Уоткинс | Джеймс Уоткинс и Хуссейн Амини | 2 января 2018 года   | 8,67                           |
| Клейман планирует начать свою борьбу с Вадимом Калягиным из Праги, где последний контролирует значительную часть русского незаконного бизнеса. Он уже проводит значительные финансы через фирму Годмана, но ему потребовалось личное присутствие Алекса в Праге, чтобы договориться с мелким бандитом Резником о финансировании его деятельности с целью убрать с рынка Калягина. Алекс видит потенциал к сотрудничеству с Бенешем, заместителем Резника. Людмила приезжает в Каир, чтобы работать косметологом в одном из отелей. На деле девушка попадает в руки сутенеров, которые вывозят ее в Израиль. В конце цепочки она оказывается у Тани, помощницы Клеймана, у которой свои планы на красивую русскую девушку. Дмитрий тяжело переживает горе. Его пристрастие к алкоголю и чувство вины за случившееся приводят к трагическим последствиям. |            |                |                                |                      |                                |
| 3 | «Эпизод 3» | Джеймс Уоткинс | Дэвид Фарр и Хуссейн Амини     | 7 января 2018 года   | 7,46                           |
| Введя в заблуждение Ребекку, с Алексом знакомится Антонио Мендез. В его интересах использовать "Годман Капиталс" для отмывания денег. Он также хочет предложить сделку Клейману и приглашает Алекса для обсуждения деталей на юг Франции. Там он подкрепляет свое предложение неожиданным аргументом. Калягин теряет деньги на пражских операциях. Он с дочерью едет в Прагу, где, пока девушка гуляет, пытается выяснить, кто перекупил чешские власти, которые покрывали его незаконную деятельность. Оксана узнает об измене Дмитрия и идет на откровенный разговор с его любовницей. |            |                |                                |                      |                                |
| 4 | «Эпизод 4» | Джеймс Уоткинс | Дэвид Фарр и Хуссейн Амини     | 14 января 2018 года  | 6,74                           |
| Алекс старается скрыть от своих сотрудников информацию о своих операциях с деньгами Клеймана. Тем временем механизм, запущенный ими, позволяет взять контроль над системами порта Мумбаи и попытаться перехватить героин Калягина. Калягин с помощью Федорова копает глубже под Карела Бенеша, который забрал под себя весь бизнес Резника и продолжает вставлять палки в колеса союзникам Калягина в Праге. Ребекка устала от недомолвок Алекса. Она проводит собственное расследование и узнает правду о его операциях с нелегальными капиталами Клеймана, о репутации которого идет дурная слава. |            |                |                                |                      |                                |
| 5 | «Эпизод 5» | Джеймс Уоткинс | Лоуренс Кориа и Хуссейн Амини  | 21 января 2018 года  | 6,49                           |
| 6 | «Эпизод 6» | Джеймс Уоткинс | Лоуренс Кориа и Хуссейн Амини  | 28 января 2018 года  | 6,33                           |
| 7 | «Эпизод 7» | Джеймс Уоткинс | Питер Харнесс и Хуссейн Амини  | 4 февраля 2018 года  | 6,15                           |
| 8 | «Эпизод 8» | Джеймс Уоткинс | Питер Харнесс и Хуссейн Амини  | 11 февраля 2018 года | 6,31                           |

## Отзывы
Старт сериала в первый день 2018 года получил в основном положительные отзывы критиков. The Guardian описал сериал как «великолепно сделанный», а также отметил «чувство ожидания, что вскоре освободится ещё больше силы и энергии».
В рецензии The Telegraph на вторую серию отмечается сложный, но не чересчур закрученный сюжет, «загадочное» исполнение роли Алекса Джеймсом Нортоном и обилие мест действия.
Некоторые издания отмечают, что если слухи о выборе Нортона в качестве следующего Джеймса Бонда верны, то этот сериал — его пропуск в мир агента 007. Также проводятся многочисленные сравнения с «Ночным администратором» (2016 год, режиссёр Сюзанна Бир) в плане масштабности проекта, преступной тематики и визуальной части.
НКО «Британские юристы за Израиль» высказала недовольство тем, что главные герои сериала имеют еврейское происхождение. Организация осудила его, заявив о ничем не оправданных оскорблениях израильских бизнесменов, а также о ссылках на Израиль, которых нет в оригинальной книге Миши Гленни, легшей в основу сценария. Юристы также отметили искажение в сериале девиза израильского разведывательного агентства «Моссад».